# میکا هاکینن
میکا پائولی هاکینن (به فنلاندی: Mika Pauli Häkkinen) که با عضویت در تیم مک لارن مرسدس، مقام قهرمانی فرمول یک سال‌های ۱۹۹۸ و ۱۹۹۹ را از آن خود کرده بود، در سال ۲۰۰۲ از فرمول یک خداحافظی کرد تا به گفته خود، وقت بیشتری را صرف ماندن در کنار خانواده خود کند.